# Sierra Maestra

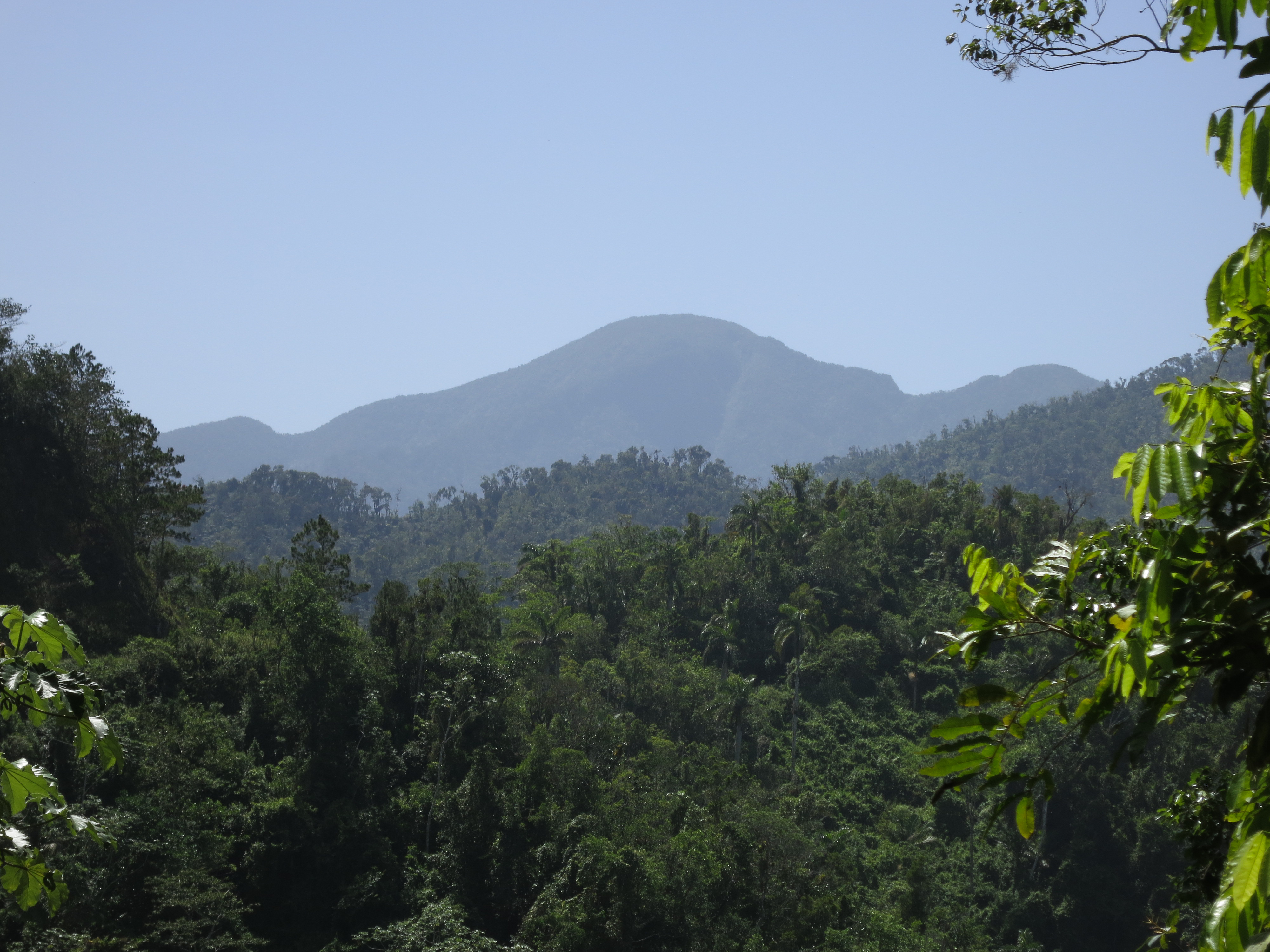
Die Sierra Maestra

Die Sierra Maestra (dt.: „Hauptgebirge“) ist ein Gebirgszug im Osten Kubas, westlich der Stadt Santiago de Cuba, südlich der Stadt Bayamo und östlich von Manzanillo, im Süden steil abfallend zum Karibischen Meer. Der Gebirgszug liegt in den heutigen Provinzen Granma und Santiago de Cuba. In ihm liegt die höchste Erhebung Kubas, der Pico Turquino (1974 m), innerhalb des heutigen „Nationalparks Turquino“. Unmittelbar östlich davon liegt der Nationalpark Pico Bayamesa mit dem Pico Bayamesa (1730 m) als höchste Erhebung. Auch außerhalb der Nationalparks sind viele Bereiche der Sierra Maestra als Naturschutzgebiete ausgezeichnet, unter anderem El Gigante, Loma de Gato – Monte Líbano, Monte Palmarito, Pico Mogote, Monte Natural Cupaynicú, El Macio.

## Geschichte
Während der kubanischen Revolution lag am Fuß des Pico Turquino das Generalkommando der „Bewegung des 26. Juli“ bzw. der Rebellenarmee unter Führung des comandante en jefe (Oberbefehlshabers) Fidel Castro. Trotz unaufhörlicher Suche, Verrat und anhaltenden Bombardements gelang es der Batista-Armee während des gesamten Guerillakampfs nicht, das Generalkommando zu lokalisieren und zu zerstören. Die Gebäude des Generalkommandos sind bis heute erhalten und können als geschütztes Denkmal besichtigt werden. Ausgangspunkt ist der Ort Santo Domingo. Von hier aus kann man in dem Nationalpark zu Fuß die Gebäude mit einem kleinen Museum besichtigen. Anmeldung für den Nationalpark ist vor Ort erforderlich. 

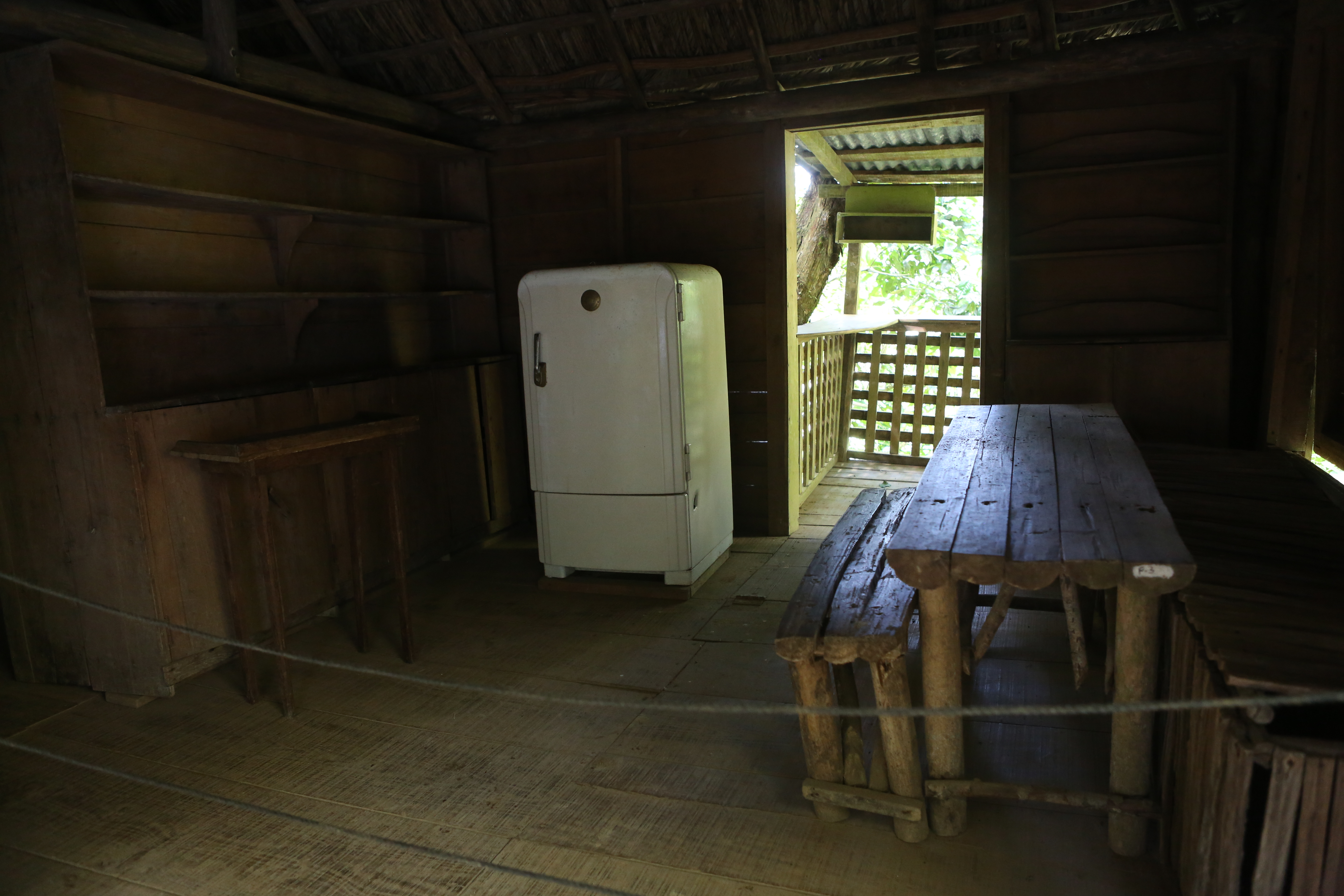
Von Fidel Castro genutztes Rebellenhauptquartier

Die Sierra Maestra war ein relativ unwegsames Gebirge. Die einzelnen Bauern lebten dort weit verstreut. Nicht zuletzt deswegen war sie als Ausgangspunkt und Rückzugsgebiet des Guerillakampfs bestens geeignet. Nach dem Triumph der Revolution wurde hier – nicht zuletzt auch als Dank für die Unterstützung der Revolutionäre durch die ortsansässigen campesinos (Bauern) – die Infrastruktur ausgebaut. Teilweise wurden weit abgelegene Gehöfte näher an der Straße zusammengelegt, so dass auch in dieser Gegend eine angemessene medizinische und schulische Versorgung gewährleistet werden konnte. Der Plan Turquino soll die wirtschaftliche Nutzung und soziale Versorgung in den unwegsamen Gebieten der Sierra Maestra und des Escambray-Gebirges verbessern.
Auch wurde bis heute die zum Meer steil abfallende Passage südlich der Sierra Maestra durch eine vergleichsweise gute Straße erschlossen, so dass nunmehr eine direkte Verbindung von Santiago de Cuba über das noch zu Revolutionszeiten schwer zu erreichende Küstenörtchen Uvero nach Pilón und Niquero möglich ist.

## Sierra-Maestra-Nationalpark
Der Sierra-Maestra-Nationalpark (spanisch Gran Parque Nacional Sierra Maestra) befindet sich im Osten Kubas in der Provinz Granma in der Nähe von Santiago de Cuba. Der Nationalpark wird von einer üppig grünen Gebirgsvegetation durchzogen, innerhalb seiner Grenzen befinden sich die höchsten Berge Kubas, Pico Turquino (1974 m), Pico Cuba (1872 m), Pico Suecia (1730 m), Pico Bayamesa (1730 m), Pico Martí (1722 m) und Pico Maceo (1720 m). Im Süden grenzt der Park an  Küstenabschnitte des Karibischen Meers – die Riviera del Caribe.
Auf einer Fläche von 47.000 Hektar findet sich eine artenreiche Flora und Fauna. Mindestens 509 Pflanzenarten aus 115 Familien sind verzeichnet, 25 % sind endemische Arten. Die Fauna ist mit mindestens 242 Tierarten aus 87 Familien vertreten, 84 endemisch in Cuba, 17 endemisch im Nationalpark.